# Rottmersleben
Rottmersleben ist eine Ortschaft der Einheitsgemeinde Hohe Börde im Landkreis Börde in Sachsen-Anhalt.

## Geografie
Rottmersleben liegt ca. 8 km nordwestlich von Irxleben in der Magdeburger Börde.

### Ortschaftsgliederung
Die Ortschaft Rottmersleben wird gebildet aus den Ortsteilen Klein Rottmersleben und Rottmersleben.

## Geschichte
Groß-Rottmersleben wurde erstmals im Jahre 964 als Retmersleve in einer Schenkungsurkunde des Markgrafen Gero erwähnt, als er 20 Hufen Land dem Kloster Gernrode vermachte. Im Urbar des Klosters Werden im 10./11. Jahrhundert wird Rottmersleben als Radmaresluuu erwähnt. Der Namensbestandteil Rottmer- stammt von dem Personennamen Radmar oder Redmer, die Endung -leben bedeutet: „Hinterlassenschaft, Erbe“.
Die adelige Familie von Berwinkel war in Rottmersleben lange Zeit begütert. 1292 tauschten sie Güter aus dem Dorf mit dem Kloster Ilsenburg, 1302 übertrugen sie Bischof Hermann von Halberstadt Güter in Rottmersleben und bekamen sie 1311 als Lehen zurück. Außerdem waren Besitzer die von Eilsleben und von Damutz zu Alvensleben. Letztere verkauften 1439 an die von Veltheim. Ludoph von Alvensleben zu Hundisburg wurde 1565 von Erzbischof Siegmund mit dem ganzen Zehnt beliehen. In den Jahren 1625 und 1636 wütete die Pest im Dorf. 1818 hatte Groß-Rottmersleben 66 Wohnhäuser, 436 Einwohner, eine evangelisch-lutherische Kirche mit Schule, zwei Krüge und eine Wassermühle.
Klein-Rottmersleben gehörte schon im 10. Jahrhundert den Grafen von Walbeck. Thietmar von Merseburg erbte 991 einen Hof in Klein-Rottmersleben, der nach seinem Tod an das Stift Merseburg kam. Von diesem erwarben die magdeburgischen Klöster Unser Lieben Frauen und Berge 1274/78 die Gerichtsbarkeit über einzelne Höfe, das Kloster Berge auch das Patronat, das Kloster Althaldensleben 1264 den Zehnten vom Stift Halberstadt und um 1300 das Gut selbst von denen von Dreileben. Die Vogtei hatte die Bischofsburg zu Alvensleben. Die Familie von Berwinkel wurde 1446 und 1477 mit dem nun wüsten Dorf vom Erzbischof belehnt, zuletzt 1480 vom Stift Halberstadt; bis das Geschlecht 1492 ausstarb. Danach waren in dem wüsten Dorf bis in das 17. Jahrhundert die von Alvensleben Hauptgrundbesitzer. Später wieder bebaut, gab es 1818 in Klein-Rottmersleben ein Vorwerk, zwei Wohnhäuser und 24 Einwohner.
Am 30. September 1928 wurde der Gutsbezirk Klein-Rottmersleben mit der Landgemeinde Groß-Rottmersleben vereinigt. Einige Tage später, am 17. Oktober 1928 wurde die Landgemeinde Groß-Rottmersleben mit einem Teil des Gutsbezirks Klein-Santersleben zu einer neuen Landgemeinde Rottmersleben vereinigt.
1925 führte ein Raubmord in Rottmersleben zum Magdeburger Justizskandal, der 1948 als Affaire Blum verfilmt wurde.
Am 1. September 2010 wurde Rottmersleben in die Gemeinde Hohe Börde eingegliedert.

## Politik
Für den Ortsteil Rottmersleben wurde eine Ortschaftsverfassung eingeführt. Der Ortschaftsrat von Rottmersleben besteht aus 5 Mitgliedern.

### Ortsbürgermeister
Ehrenamtlicher Bürgermeister ist aktuell Dominik Weitz.

### Wappen
Das Wappen wurde am 2. März 1995 durch das Regierungspräsidium Magdeburg genehmigt.
Blasonierung: „Gespalten von Gold und Rot, vorn aus dem Spalt wachsend ein grüner Eichenzweig mit drei goldenen Eicheln, hinten zwei gekreuzte silberne Keilhacken.“
Das Gold in der vorderen Wappenhälfte soll den fruchtbaren Bördeboden symbolisieren. Dieser war es, der durch den Fleiß der Bördebauern die Ortschaft reich und ansehnlich werden ließ bis zum Beginn des Zweiten Weltkrieges. Dieser Wohlstand manifestierte sich in den noblen „Rübenvillen“ mit ihren großen Wirtschaftshöfen und den dazugehörigen Stallungen und Scheunen. Bevor es jedoch zu einem verstärkten Rüben- und Weizenanbau in dieser Region kam, mussten erst einmal die riesigen Eichenwälder gerodet werden. Dies geschah durch die Stadtgründung von Magdeburg durch Otto I., die Eichen wurden fortan für den Schiffbau verwendet. Hieran soll der kräftige Eichenzweig symbolisch erinnern. Das Rot in der hinteren Wappenhälfte symbolisiert die Zugehörigkeit von Rottmersleben zum Erzbistum Magdeburg. Mit der Keilkratze wurde der gerodete Waldboden urbar gemacht und somit für die beginnende Landwirtschaft vorbereitet.

### Flagge
Die Flagge ist Grün-Gelb gestreift und mittig mit dem Wappen belegt.

### Ortswappen von Klein Rottmersleben

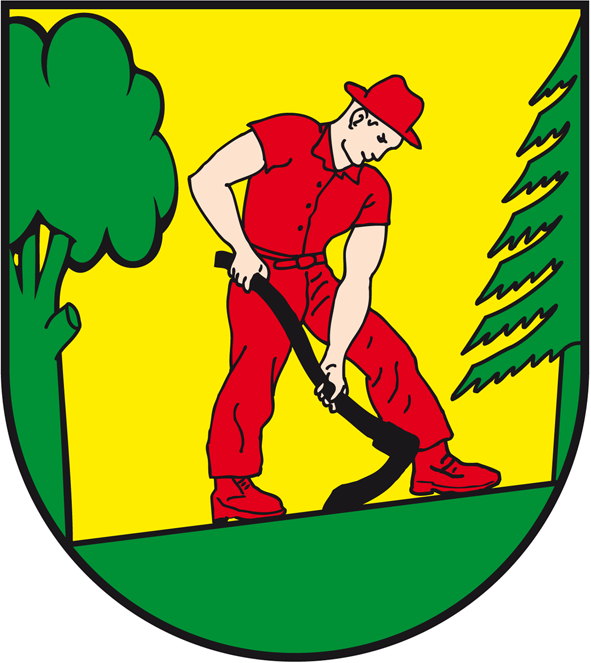
Ortswappen von Klein Rottmersleben

Blasonierung: „In Gold auf schräglinkem grünen Boden zwischen einem aus dem rechten Schildrand hervorkommenden halben grünen Laubbaum und einem aus dem linken Schildrand hervorkommenden halben Nadelbaum ein linksgekehrter, rot mit kurzärmeligen Hemd, Hose und Schuhen sowie Hut bekleideter Mann, mit einer schwarzen Rodehacke den Boden bearbeitend.“
Das Wappen von Klein Rottmersleben ist das Wappen des nicht selbstständigen Ortsteils, das unter der Registratur 29 ST am 25. März 2014 in die Deutsche Ortswappenrolle des HEROLD eingetragen und dokumentiert wurde. Gestiftet wurde es vom Ortschaftsrat Rottmersleben, vertreten durch den Ortsbürgermeister Hans-Eike Weitz, um es als Symbol der örtlich-lokalen Identität außerhalb von Amtshandlungen zu führen. Die Gestaltung übernahm der Kommunalheraldiker Jörg Mantzsch, der es zur Beurkundung führte.
Abgeleitet von einem Bildsiegel, das der Ort über Generationen führte, und einem in Gewohnheitsrecht verwendeten Wappen, wurde vom Stifter eine Übernahme als Wappenbild gewünscht, denn schon zur 1000-Jahr-Feier im Jahr 1964 wurde das Wappen geführt, das seither verwendet wurde und bis heute an einer Hauswand im Dorf zu sehen ist. Die Symbolik des Wappenbildes nimmt Bezug auf die Etymologie des Namens, auf die geografische Besonderheit eines starken Gefälles bzw. Anstiegs sowie auf den Baumbestand. Von diesen Gegebenheiten ausgehend, ist zentrale Figur des Wappens ein Mann, der mit einer Rodehacke zwischen zwei Bäumen (natürlicher Laubbaum und Nadelbaum) den Boden bearbeitet. Er steht (in Beachtung der besonderen Geografie) auf einem schräglinken Schildfuß.
Die Farben des Ortes sind: Grün-Gelb

### Flagge von Klein Rottmersleben
Die Flagge ist zweistreifig in den Farben Grün-Gelb mit dem in der Mitte aufgelegten Wappen.

## Kultur und Sehenswürdigkeiten
- Kirche St. Jakobus (Rottmersleben)
- Das Olbetal mit seinen Wiesen
- Historische Orgel des Neuhaldensleber Orgelbaumeister August Troch in der Pfarrkirche

## Wirtschaft und Infrastruktur

### Verkehr
Zur Bundesstraße 1, die Braunschweig mit Magdeburg verbindet, sind es in südlicher Richtung ca. 4 km. Die Bundesautobahn 2 (Anschlussstelle Bornstedt) wird nach 4 km erreicht. Der Ort liegt an der Landesstraße 24 die über Haldensleben und Calvörde nach Oebisfelde führt.
Nächster Haltepunkt ist Ochtmersleben an der Bahnstrecke Braunschweig–Magdeburg, zu erreichen durch die Buslinie 612 Magdeburg–Rottmersleben der BördeBus Verkehrsgesellschaft. Bis zur Stilllegung der Bahnstrecke Haldensleben–Eilsleben war der nächstgelegene Bahnhof Nordgermersleben.

## Persönlichkeiten
- Peter Schrader (um 1595–1654), in Rottmersleben geborener Münzmeister der Stadt Magdeburg und des Erzbischofs und Domkapitels in Halle/Saale
- Werner Pasewald (1906–1981), Ortspfarrer